# Sprotbrough and Cusworth
Sprotbrough and Cusworth est une paroisse civile du Yorkshire du Sud, en Angleterre.